# Holothuria edulis

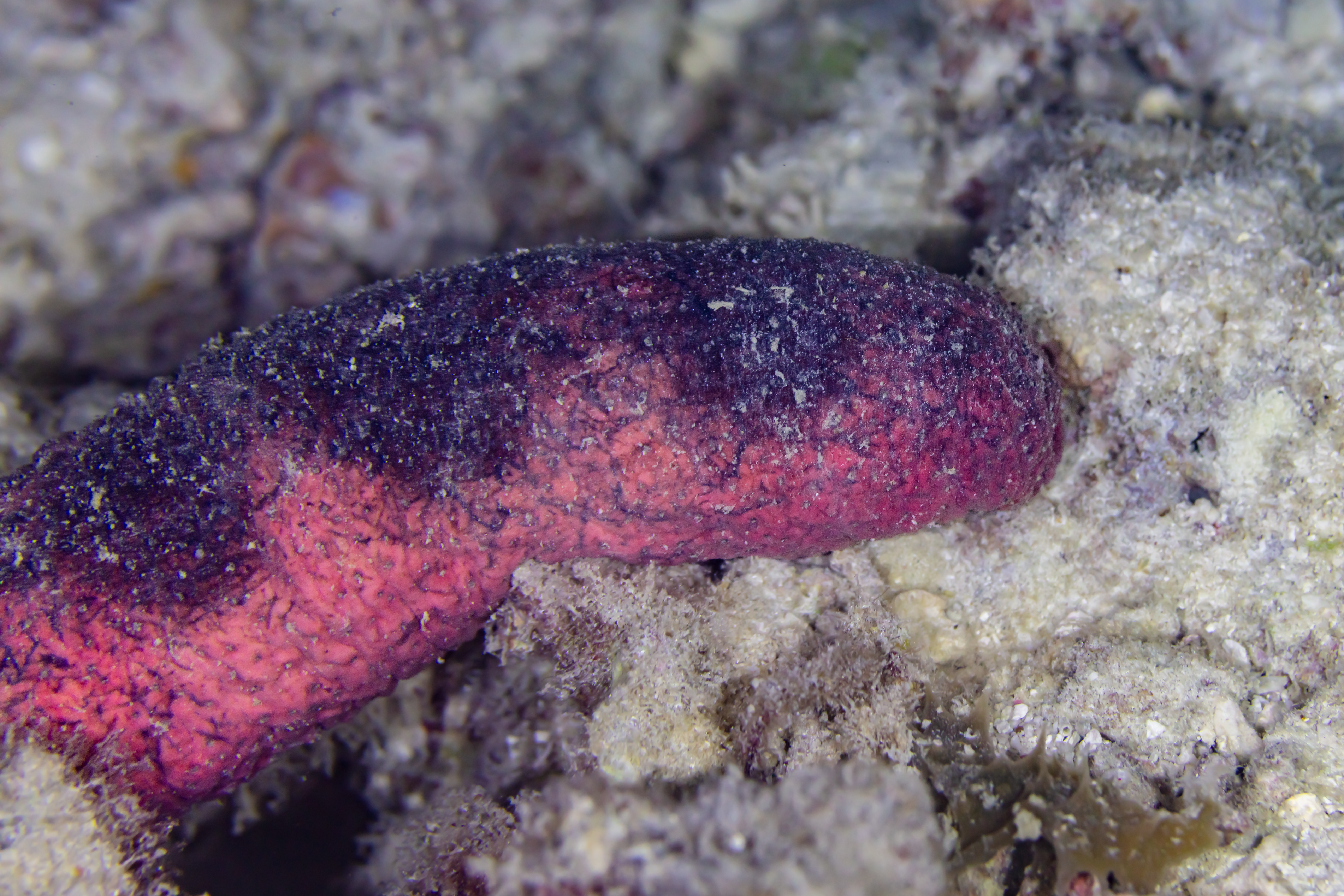
Ejemplar de Zanzíbar, Tanzania.

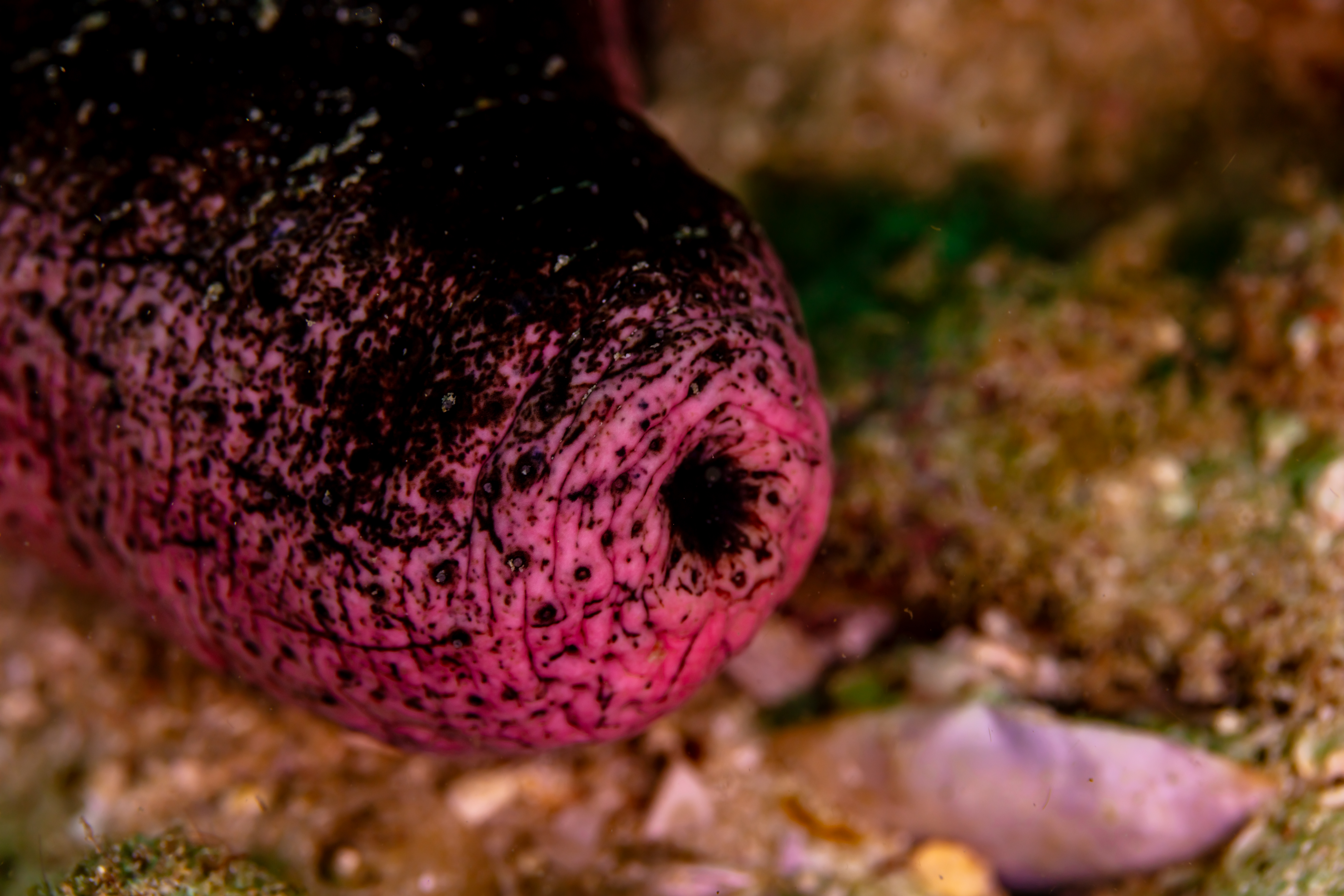
Detalle.

Holothuria edulis, conocido comúnmente como pepino de mar comestible o pepino de mar rosado y negro, es una especie de equinodermo de la familia Holothuriidae. Pearson lo colocó en el subgénero Halodeima en 1914, por lo que su nombre científico completo es Holothuria (Halodeima) edulis.Se encuentra en aguas poco profundas del océano Indo-Pacífico tropical.

## Descripción
Holothuria edulis es un pepino de mar de tamaño mediano que alcanza una longitud de unos 30 cm. Tiene una forma aproximadamente cilíndrica con extremos redondeados pero puede retraer y expandir su cuerpo y adoptar diferentes formas. Generalmente es suave y maleable con una piel lisa pero, debido a las características especiales de su tejido conectivo, puede volverse firme y rígido. El cuerpo está revestido de filas longitudinales de pequeños pies tubulares que pueden retraerse hacia la pared del cuerpo, dejando pequeños huecos. Alrededor de la boca hay unos veinte pies tubulares que forman un anillo que se modifican para convertirse en tentáculos de alimentación. Este pepino de mar suele ser de color negro rojizo oscuro en su parte superior y de color malva rosado en la parte inferior, pero puede ser gris o marrón oscuro.

## Distribución y hábitat
Holothuria edulis es una especie común y extendida en el océano Indo-Pacífico. Vive en el fondo marino a profundidades de hasta 20 metros. Su área de distribución se extiende desde el mar Rojo y la costa este de África hasta Sri Lanka, Japón, China, Indonesia, Filipinas, el norte de Australia y varias islas del Pacífico. Se encuentra en varios hábitats diferentes, incluidos sustratos arenosos o fangosos, escombros de coral y praderas marinas. Se puede encontrar en arrecifes interiores y exteriores, en pendientes posteriores de arrecifes y en lagunas.

## Biología
Holothuria edulis es principalmente nocturna y tiende a esconderse durante el día debajo de rocas o trozos de coral. Es detritívoro y se alimenta ingiriendo arena y restos acumulados en el fondo marino que recoge utilizando sus tentáculos alimentarios. La arena se empuja hacia la boca y cualquier materia orgánica presente, incluida la biopelícula que rodea los granos, se digiere a medida que la arena pasa a través del intestino. La materia no digerible se expulsa por el ano dejando una cresta de arena a medida que el animal se mueve. Durante sus actividades de alimentación, el pepino de mar revuelve los primeros centímetros del fondo marino y airea el sedimento.
La locomoción en Holothuria edulis es muy lenta. Se mueve principalmente por la acción peristáltica de la pared de su cuerpo, ayudado en medida limitada por sus pies tubulares. También puede anclar sus tentáculos de alimentación en la arena y arrastrarse. Si se vuelca, puede usar sus tentáculos de alimentación para ayudar a enderezarse.
Holothuria edulis tiene sexos separados y desova en cualquier época del año y libera gametos en la columna de agua. Las larvas son planctónicas. Este pepino de mar también puede reproducirse asexualmente, dividiéndose en dos partes, cada una de las cuales regenera los órganos faltantes.

## Uso humano

### Como alimento
Como su nombre lo indica, Holothuria edulis es comestible. Se seca y se vende como " bêche-de-mer " o " trepang " en China e Indonesia.

### Como animal de acuario
Holothuria edulis es común en el comercio de acuarios por sus colores y su capacidad para comer detritos. Necesita un tamaño de tanque de un mínimo de 200 l. Es fácil de cuidar pero puede liberar una toxina cuando está estresado, aunque esto sucede muy raramente.